# Vasujyeshtha
Vasujyeshtha, död 131 f.Kr., var en indisk monark. Han tillhörde Sungadynastin, och var regerande monark av Sungariket mellan 141 f.Kr. och 131 f.Kr.